# Seznam týmů a jezdců na Tour de France 2024
Na startovní listině Tour de France 2024 bylo celkem 176 cyklistů z 22 cyklistických stájí.
| Číslo | Jezdec                   |
| ----- | ------------------------ |
| 1     | Jonas Vingegaard (DEN)   |
| 2     | Tiesj Benoot (BEL)       |
| 3     | Matteo Jorgenson (USA)   |
| 4     | Wilco Kelderman (NED)    |
| 5     | Christophe Laporte (FRA) |
| 6     | Bart Lemmen (NED)        |
| 7     | Jan Tratnik (SLO)        |
| 8     | Wout van Aert (BEL)      |

| Číslo | Jezdec              |
| ----- | ------------------- |
| 11    | Tadej Pogačar (SLO) |
| 12    | João Almeida (POR)  |
| 13    | Juan Ayuso (ESP)    |
| 14    | Nils Politt (GER)   |
| 15    | Pavel Sivakov (FRA) |
| 16    | Marc Soler (ESP)    |
| 17    | Tim Wellens (BEL)   |
| 18    | Adam Yates (GRB)    |

| Číslo | Jezdec                        |
| ----- | ----------------------------- |
| 21    | Simon Yates (GRB)             |
| 22    | Luke Durbridge (AUS)          |
| 23    | Dylan Groenewegen (NED)       |
| 24    | Chris Harper (AUS)            |
| 25    | Christopher Juul-Jensen (DEN) |
| 26    | Michael Matthews (AUS)        |
| 27    | Luka Mezgec (SLO)             |
| 28    | Elmar Reinders (NED)          |

| Číslo | Jezdec                     |
| ----- | -------------------------- |
| 31    | Carlos Rodríguez (ESP)     |
| 32    | Egan Bernal (COL)          |
| 33    | Jonathan Castroviejo (ESP) |
| 34    | Laurens De Plus (BEL)      |
| 35    | Michał Kwiatkowski (POL)   |
| 36    | Tom Pidcock (GRB)          |
| 37    | Geraint Thomas (GRB)       |
| 38    | Ben Turner (GRB)           |

| Číslo | Jezdec               |
| ----- | -------------------- |
| 41    | Giulio Ciccone (ITA) |
| 42    | Julien Bernard (FRA) |
| 43    | Tim Declercq (BEL)   |
| 44    | Ryan Gibbons (RSA)   |
| 45    | Mads Pedersen (DEN)  |
| 46    | Toms Skujiņš (LVA)   |
| 47    | Jasper Stuyven (BEL) |
| 48    | Carlos Verona (ESP)  |

| Číslo | Jezdec                  |
| ----- | ----------------------- |
| 51    | Felix Gall (AUT)        |
| 52    | Bruno Armirail (FRA)    |
| 53    | Sam Bennett (IRL)       |
| 54    | Dorian Godon (FRA)      |
| 55    | Paul Lapeira (FRA)      |
| 56    | Oliver Naesen (BEL)     |
| 57    | Nans Peters (FRA)       |
| 58    | Nicolas Prodhomme (FRA) |

| Číslo | Jezdec                  |
| ----- | ----------------------- |
| 61    | Pello Bilbao (ESP)      |
| 62    | Nikias Arndt (GER)      |
| 63    | Phil Bauhaus (GER)      |
| 64    | Santiago Buitrago (COL) |
| 65    | Jack Haig (AUS)         |
| 66    | Matej Mohorič (SLO)     |
| 67    | Wout Poels (NED)        |
| 68    | Fred Wright (GBR)       |

| Číslo | Jezdec                |
| ----- | --------------------- |
| 71    | Remco Evenepoel (BEL) |
| 72    | Jan Hirt (CZE)        |
| 73    | Yves Lampaert (BEL)   |
| 74    | Mikel Landa (ESP)     |
| 75    | Gianni Moscon (ITA)   |
| 76    | Casper Pedersen (DEN) |
| 77    | Ilan Van Wilder (BEL) |
| 78    | Louis Vervaeke (BEL)  |

| Číslo | Jezdec                 |
| ----- | ---------------------- |
| 81    | Primož Roglič (SLO)    |
| 82    | Nico Denz (GER)        |
| 83    | Marco Haller (AUT)     |
| 84    | Jai Hindley (AUS)      |
| 85    | Bob Jungels (LUX)      |
| 86    | Matteo Sobrero (ITA)   |
| 87    | Danny van Poppel (NED) |
| 88    | Alexandr Vlasov        |

| Číslo | Jezdec                 |
| ----- | ---------------------- |
| 91    | David Gaudu (FRA)      |
| 92    | Kevin Geniets (LUX)    |
| 93    | Romain Grégoire (FRA)  |
| 94    | Stefan Küng (SUI)      |
| 95    | Valentin Madouas (FRA) |
| 96    | Lenny Martinez (FRA)   |
| 97    | Quentin Pacher (FRA)   |
| 98    | Clément Russo (FRA)    |

| Číslo | Jezdec                     |
| ----- | -------------------------- |
| 101   | Mathieu van der Poel (NED) |
| 102   | Silvan Dillier (SUI)       |
| 103   | Robbe Ghys (BEL)           |
| 104   | Søren Kragh Andersen (DEN) |
| 105   | Axel Laurance (FRA)        |
| 106   | Jasper Philipsen (BEL)     |
| 107   | Jonas Rickaert (BEL)       |
| 108   | Gianni Vermeersch (BEL)    |

| Číslo | Jezdec                    |
| ----- | ------------------------- |
| 111   | Richard Carapaz (ECU)     |
| 112   | Alberto Bettiol (ITA)     |
| 113   | Stefan Bissegger (SUI)    |
| 114   | Rui Costa (POR)           |
| 115   | Ben Healy (IRE)           |
| 116   | Neilson Powless (USA)     |
| 117   | Sean Quinn (USA)          |
| 118   | Marijn van den Berg (NED) |

| Číslo | Jezdec                   |
| ----- | ------------------------ |
| 121   | Arnaud De Lie (BEL)      |
| 122   | Cedric Beullens (BEL)    |
| 123   | Victor Campenaerts (BEL) |
| 124   | Jarrad Drizners (AUS)    |
| 125   | Sébastien Grignard (BEL) |
| 126   | Maxim Van Gils (BEL)     |
| 127   | Harm Vanhoucke (BEL)     |
| 128   | Brent Van Moer (BEL)     |

| Číslo | Jezdec                 |
| ----- | ---------------------- |
| 131   | Stephen Williams (GBR) |
| 132   | Pascal Ackermann (GER) |
| 133   | Guillaume Boivin (CAN) |
| 134   | Jakob Fuglsang (DEN)   |
| 135   | Derek Gee (CAN)        |
| 136   | Hugo Houle (CAN)       |
| 137   | Krists Neilands (LVA)  |
| 138   | Jake Stewart (GBR)     |

| Číslo | Jezdec                 |
| ----- | ---------------------- |
| 141   | Guillaume Martin (FRA) |
| 142   | Piet Allegaert (BEL)   |
| 143   | Bryan Coquard (FRA)    |
| 144   | Simon Geschke (GER)    |
| 145   | Jesús Herrada (ESP)    |
| 146   | Ion Izagirre (ESP)     |
| 147   | Alexis Renard (FRA)    |
| 148   | Axel Zingle (FRA)      |

| Číslo | Jezdec                  |
| ----- | ----------------------- |
| 151   | Enric Mas (ESP)         |
| 152   | Alex Aranburu (ESP)     |
| 153   | Davide Formolo (ITA)    |
| 154   | Fernando Gaviria (COL)  |
| 155   | Oier Lazkano (ESP)      |
| 156   | Gregor Mühlberger (AUT) |
| 157   | Nelson Oliveira (POR)   |
| 158   | Javier Romo (ESP)       |

| Číslo | Jezdec                    |
| ----- | ------------------------- |
| 161   | Kévin Vauquelin (FRA)     |
| 162   | Amaury Capiot (BEL)       |
| 163   | Clément Champoussin (FRA) |
| 164   | Arnaud Démare (FRA)       |
| 165   | Raúl García Pierna (ESP)  |
| 166   | Daniel McLay (GBR)        |
| 167   | Luca Mozzato (ITA)        |
| 168   | Cristián Rodríguez (ESP)  |

| Číslo | Jezdec                 |
| ----- | ---------------------- |
| 171   | Louis Meintjes (RSA)   |
| 172   | Biniam Girmay (ERI)    |
| 173   | Kobe Goossens (BEL)    |
| 174   | Hugo Page (FRA)        |
| 175   | Laurenz Rex (BEL)      |
| 176   | Mike Teunissen (NED)   |
| 177   | Gerben Thijssen (BEL)  |
| 178   | Georg Zimmermann (GER) |

| Číslo | Jezdec                    |
| ----- | ------------------------- |
| 181   | Romain Bardet (FRA)       |
| 182   | Warren Barguil (FRA)      |
| 183   | John Degenkolb (GER)      |
| 184   | Nils Eekhoff (NED)        |
| 185   | Fabio Jakobsen (NED)      |
| 186   | Oscar Onley (GBR)         |
| 187   | Frank van den Broek (NED) |
| 188   | Bram Welten (NED)         |

| Číslo | Jezdec                  |
| ----- | ----------------------- |
| 191   | Mark Cavendish (GBR)    |
| 192   | Davide Ballerini (ITA)  |
| 193   | Cees Bol (NED)          |
| 194   | Jevgenij Fjodorov (KAZ) |
| 195   | Michele Gazzoli (ITA)   |
| 196   | Alexej Lucenko (KAZ)    |
| 197   | Michael Mørkøv (DEN)    |
| 198   | Harold Tejada (COL)     |

| Číslo | Jezdec                           |
| ----- | -------------------------------- |
| 201   | Magnus Cort (DEN)                |
| 202   | Jonas Abrahamsen (NOR)           |
| 203   | Odd Christian Eiking (NOR)       |
| 204   | Tobias Halland Johannessen (NOR) |
| 205   | Alexander Kristoff (NOR)         |
| 206   | Johannes Kulset (NOR)            |
| 207   | Rasmus Tiller (NOR)              |
| 208   | Søren Wærenskjold (NOR)          |

| Číslo | Jezdec                   |
| ----- | ------------------------ |
| 211   | Steff Cras (BEL)         |
| 212   | Mathieu Burgaudeau (FRA) |
| 213   | Sandy Dujardin (FRA)     |
| 214   | Thomas Gachignard (FRA)  |
| 215   | Fabien Grellier (FRA)    |
| 216   | Jordan Jegat (FRA)       |
| 217   | Anthony Turgis (FRA)     |
| 218   | Mattéo Vercher (FRA)     |